# Cosmia trapezinula
Cosmia trapezinula là một loài bướm đêm trong họ Noctuidae.